# سیستم درجه‌بندی فیلم‌ها توسط انجمن تصاویر متحرک آمریکا
انجمن تصاویر متحرک آمریکا (به انگلیسی: Motion Picture Association of America)، (اختصاری MPA) از سیستم درجه‌بندی فیلم‌ها موجود در ایالات متحده، برای درجه‌بندی فیلم‌ها بر اساس محتوای آنها استفاده می‌کند. این نوع درجه‌بندی که توسط انجمن انجام می‌شود، اختیاری و داوطلبانه است و به لحاظ قانونی به صورت یک اجبار نیست. به این معنی که فیلم‌ها می‌توانند بدون داشتن این درجه‌بندی نیز اکران شوند؛ البته برخی از سینماها از اکران فیلمهایی که در دسته «NC-17» قرار می‌گیرند، خودداری می‌کنند.
سایر رسانه‌ها مانند برنامه‌های تلویزیونی، موزیک و بازی‌های ویدئویی به ترتیب توسط نهادهای دیگری مانند رده‌های سنی شبکه‌های تلویزیونی آمریکا، انجمن صنعت ضبط موسیقی ایالات متحده آمریکا و ای‌اس‌آربی درجه‌بندی می‌شوند.

## درجه‌بندی‌های MPA
درجه‌بندی‌های MPA به شرح زیر است:
| درجه‌بندی/نشان                 | معنی |
| ----------------------------- | --- |
| G rating symbol and block     | جی – تماشاگران عمومی (G – General Audiences) تمامی سنین پذیرفته می‌شوند. هیچ چیزی باعث آزار والدین برای تماشای کودکان نمی‌شود. |
| PG- rating symbol and block   | پی‌جی – سرپرستی والدین پیشنهاد می‌شود (PG – Parental Guidance Suggested) برخی از مواد ممکن است برای کودکان مناسب نباشد. راهنمایی و سرپرستی از سوی والدین تقاضا می‌شود. ممکن است حاوی مطالبی باشد که والدین برای فرزندان خردسال خود مناسب ندانند. |
| PG-13 rating symbol and block | پی‌جی-۱۳ – تذکر قاطع به والدین (Parents Strongly Cautioned) برخی از مطالب ممکن است برای کودکان زیر ۱۳ سال نامناسب باشند. از والدین درخواست می‌شود احتیاط کنند. برخی از مطالب ممکن است برای کودکان پیش از نوجوانی نامناسب باشد.                  |
| R rating symbol and block     | آر – محدود (R – Restricted) زیر ۱۷ سال به همراهی والدین یا سرپرست نیاز دارد. حاوی تعدادی محتوای بزرگسالانه است. از والدین خواسته می‌شود پیش از اینکه فرزندان خردسال خود را با خود ببرند در مورد فیلم اطلاعات بیشتری کسب کنند.                  |
| NC-17 rating symbol and block | ان‌سی-۱۷ – فقط بزرگسالان (NC-17 – Adults Only) هیچ فرد دارای ۱۷ سال سن و کمتر پذیرفته نمی‌شود. فقط بزرگسالان. کودکان اجازهٔ ورود ندارند. |

در سال ۲۰۱۳، درجه‌بندی MPA از نظر بصری دوباره طراحی شد، که درجه‌بندی در پانل سمت چپ (در انگلیسی) و نام رتبه در بالای آن نمایش داده شد. یک پانل بزرگتر در سمت راست توضیحات مفصل‌تری از محتوای فیلم ارائه می‌دهد و توضیحی در مورد سطح درجه‌بندی در نوار افقی در پایین آن قرار می‌گیرد.